# 29736 Фіхтельберґ
29736 Фіхтельберґ (29736 Fichtelberg) — астероїд головного поясу, відкритий 21 січня 1999 року.
Тіссеранів параметр щодо Юпітера — 3,567.